# Cmentarz Śmiechowski w Wejherowie
Cmentarz Śmiechowski – największy cmentarz w Wejherowie, położony przy ulicy Edmunda Roszczynialskiego, w dzielnicy Śmiechowo. Mimo iż jest administrowany przez parafię katolicką pod wezwaniem Świętej Trójcy, pełni rolę cmentarza komunalnego.

## Historia cmentarza
Historia cmentarza sięga roku 1942. Całkowicie zapełnił się Stary Cmentarz, którego powiększenie nie było możliwie (alarmujące informacje o przepełnieniu pojawiły się, m.in. w 1939). Niemcy założyli nową nekropolię z przeznaczeniem dla Polaków. Powstały szczegółowe plany oraz rozpoczęto budowę drogi z cmentarza do miasta. W 1944 nastąpiły pierwsze pochówki.
Mimo poszukiwań innych miejsc pod cmentarz, jednak zdecydowano się na lokalizację wcześniej wybraną przez Niemców. Dyrekcja Lasów Państwowych przekazała ten teren w wieczyste użytkowanie miastu. Administratorem cmentarza została parafia pw. Świętej Trójcy. Cmentarz w latach 1949–1959 był nekropolią wyznaniową – katolicką. Projekt cmentarza kuria biskupia w Pelplinie zatwierdziła w 1952 roku, a prezydium PRN dopiero w 1956 roku. Pierwszy pogrzeb odbył się latem 1957 roku. W 1959 decyzją władz cmentarz stał się nekropolią komunalną.
Do 1978 roku trwało zagospodarowywanie nekropolii. W centrum cmentarza stanął wysoki krzyż. Problemem okazała się budowa kostnicy. Prezydium PRN zaleciło wybudowanie kostnicy na koszt parafii, a Kościół twierdził, że budowę powinno sfinansować miasto. Przez kilkadziesiąt lat kostnicy nie zbudowano, a jej funkcję pełniła kaplica – kostnica przy dawnym szpitalu (ul. św. Jacka). Okazały dom przedpogrzebowy wybudowano dopiero na początku lat osiemdziesiątych. Budowę w całości sfinansowała parafia. Kościół został konsekrowany przez ordynariusza chełmińskiego Mariana Przykuckiego. Później doprowadzono do cmentarza bieżącą wodę i elektryczność, a na główną aleję wylano asfalt. Od strony ul. Roszczynialskiego postawiono nowe ogrodzenie, a w głębi cmentarza wybudowano obiekt gospodarczy. Kilka lat temu nekropolia zyskała również nowe oświetlenie.
Obecnie Cmentarz Śmiechowski jest jedynym wykorzystywanym miejscem pochówku w Wejherowie, co sprawia, że zaczyna na nim brakować miejsca. Możliwości powiększenia cmentarza są ograniczone ze względu na jego naturalne położenie, jest on bowiem z trzech stron otoczony wzgórzami morenowymi.

## Osoby pochowane na cmentarzu
- Henryk Józefczyk (1938–2014) – poeta, prozaik, publicysta, pedagog
- Leszek Owsiany (1919–2008) – pilot 300. Dywizjonu Bombowego „Ziemi Mazowieckiej” RAF i 1586 Eskadry Specjalnego Przeznaczenia
- Zbigniew Pranga (1947–2013) – pierwszy prezydent Wejherowa
- Leon Żelewski (1930–2019) – biochemik, profesor n. farm.